# Бил, Брендон
Брендон Бил (англ. Brandon Beal; род. 16 декабря 1983, Тайлер, Техас) — американский певец, автор песен и музыкальный продюсер. Работает в Дании. Бил начал музыкальную карьеру с альбома Comfortable, выпущенного в 2006 году в сотрудничестве с датско-американским продюсером Multiman. Также сотрудничал с такими музыкантами, как Snoop Dogg, Flo Rida, Kato, Lukas Graham, Christopher и Hedegaard. Его главным хитом является сингл «Twerk It Like Miley», выпущенный в 2014 году.

## Биография
Во время учёбы в школе Брендон был подающим надежды игроком в американский футбол, однако травма шеи не позволила ему сделать карьеру в профессиональном спорте. Оставив футбол, он занялся музыкой. В этом на него большое влияние оказал старший брат Терон, писавший песни для многих поп-исполнителей, включая Майкла Джексона, Дженнифер Лопес и Пинк.
Через брата Брендон Бил познакомился с датско-американским музыкальным продюсером Multiman, который помог ему записать свой первый альбом Comfortable, выпущенный в 2006 году. Альбом был выпущен независимо, без участия крупных лейблов и разошёлся тиражом свыше 80 тыс. копий. После этого Бил сотрудничал с крупными американскими исполнителями, такими как Snoop Dogg, Flo Rida и Lady Gaga.
В 2011 году Бил переехал из Нью-Йорка в Копенгаген ради работы с датским диджеем Hedegaard и группой Lukas Graham. Совместный музыкальный проект Била и Hedegaard, названный Beal & Ras, исполнял танцевальную музыку. Их первый сингл «Money» продержался 14 недель в датских чартах. Также музыканты вместе участвовали в туре по городам Дании. В августе 2011 года вышел второй сингл «I Like It». В 2011 и 2012 годах Бил записал два сингла с диджеем Kato: «My House 2.0» и «Never Let U Go» (второй при участии Snoop Dogg).
В 2014 году Бил совместно с датским поп-исполнителем Christopher записал сингл «Twerk It Like Miley», продюсером выступил Hedegaard. Композиция имела большой успех, возглавив чарты 14 стран, включая Данию и Малайзию. Сингл принёс Билу национальную музыкальную премию Дании как главный танцевальный хит года. В том же году Бил ещё раз попал на вершину датского чарта, но уже в качестве приглашённого артиста в сингле «CPH Girls» Christopher’а.
В качестве автора песен и продюсера Бил работал над тремя альбомами группы Lukas Graham. При его участии были написаны песни «Better Than Yourself» и «Strip No More», также достигавшими вершины датского хит-парада. Совместно с Lukas Graham Бил в 2016 году выпустил сингл «Golden», имевший большой успех. Сингл занял первое место в чарте Дании, клип в первый год имел более пяти миллионов просмотров, а на Spotify песню послушали свыше 67 миллионов раз. В том же году Бил выпустил свой второй альбом, получивший название Truth.

## Дискография

### Альбомы
| Год  | Название    | Позиция в чарте |
| Год  | Название    | ДАН             |
| ---- | ----------- | --------------- |
| 2008 | Comfortable | -               |
| 2016 | Truth       | 34              |

### Синглы
| Год  | Сингл                                           | Позиция в чарте | Позиция в чарте | Позиция в чарте | Позиция в чарте | Альбом |
| Год  | Сингл                                           | АВС             | БЕЛ (Фл)        | ДАН             | ШВЕ             | Альбом |
| ---- | ----------------------------------------------- | --------------- | --------------- | --------------- | --------------- | ------ |
| 2014 | «Single for the Night»                          | -               | 45 (Ultratip)   | 13 (Dance)      | -               |        |
| 2014 | «Twerk It Like Miley» (при участии Christopher) | -               | -               | 1               | -               | Truth  |
| 2014 | «Side Bitch Issues»                             | -               | -               | 21              | -               | Truth  |
| 2016 | «Golden» (при участии Lukas Graham)             | 64              | -               | 1               | 55              | Truth  |
| 2017 | «Paradise» (при участии Оливии Холт)            | -               | -               | 39              | -               | -      |
| 2018 | «EX» (при участии Jimilian)                     | -               | -               | -               | -               | -      |

### Cинглы-коллаборации
| Год  | Сингл                                                          | Пиковая позиция | Альбом                          |
| Год  | Сингл                                                          | ДАН             | Альбом                          |
| ---- | -------------------------------------------------------------- | --------------- | ------------------------------- |
| 2011 | «My House 2.0» (Kato при участии Брэндона Била и Негаша Али)   | 40              | Discolized 2.0 альбом Kato      |
| 2012 | «Never Let U Go» (Kato при участии Snoop Dogg и Брендона Била) | 2               | Behind Closed Doors альбом Kato |
| 2014 | «CPH Girls» (Christopher при участии Брендона Била)            | 1               | Told You So альбом Christopher  |
| 2015 | «Smile & Wave» (Hedegaard при участии Брендона Била)           | 20              |                                 |
| 2016 | «With You» (De Fam при участии Брендона Била)                  | -               |                                 |
| 2017 | «Bad Attitude» (Lågsus P3 при участии Брендона Била)           | -               | -                               |